# Terenzo
Terenzo is een gemeente in de Italiaanse provincie Parma (regio Emilia-Romagna) en telt 1250 inwoners (31-12-2004). De oppervlakte bedraagt 72,4 km², de bevolkingsdichtheid is 18 inwoners per km².
De volgende frazioni maken deel uit van de gemeente: Vedi elenco.

## Demografie
Terenzo telt ongeveer 634 huishoudens. Het aantal inwoners daalde in de periode 1991-2001 met 2,3% volgens cijfers uit de tienjaarlijkse volkstellingen van ISTAT.
| Jaar | Inwoneraantal |
| ---- | ------------- |
| 1991 | 1319          |
| 2001 | 1289          |

## Geografie
Terenzo grenst aan de volgende gemeenten: Berceto, Calestano, Fornovo di Taro, Sala Baganza, Solignano.